# Ꜭ
Cette page contient des caractères spéciaux ou non latins. S’ils s’affichent mal (▯, ?, etc.), consultez la page d’aide Unicode.
Ꜭ (minuscule: ꜭ), appelé cuatrillo, est une lettre latine utilisée dans certains manuscrits mayas kʼicheʼ du XVIe et a été inventée par des missionnaires jésuites au Guatemala. Elle représente la consonne occlusive éjective vélaire glottalisée /k’/. Elle a parfois eu la forme majuscule d’une G avec une queue additionnelle à droite et la forme minuscule similaire à un g cursif ‹ ɡ ›.

## Représentations informatiques
Le cuatrillo peut être représenté avec les caractères Unicode (latin étendu D) suivants :
| formes    | représentations | chaînes de caractères | points de code | descriptions                      |
| --------- | --------------- | --------------------- | -------------- | --------------------------------- |
| capitale  | Ꜭ               | Ꜭ                     | U+A72C         | lettre majuscule latine cuatrillo |
| minuscule | ꜭ               | ꜭ                     | U+A72D         | lettre minuscule latine cuatrillo |